# Lands End (groupe)
 (juin 2017).
Pour les articles homonymes, voir Land's End (homonymie).
Lands End est un groupe américain de musique rock progressive.
Son style très lyrique évoque tour à tour Pink Floyd, les Moody Blues ou encore les compositions de Steve Hackett.
Il est composé de Mark Lavallee (batterie, percussions), Fred Hunter (claviers, basse), Francisco Neto (guitares, synthétiseur) et Jeff McFarland (chant, guitare acoustique).

## Discographie

### Albums studio
- 1994 : Pacific coast highway[2]
- 1995 : Terra serranum[3]
- 1996 : An older land
- 1997 : Natural selection[4]
- 2005 : The lower depths

### Albums live
- 1996 : La lisco
- 1998 : Drainage